# IndieJesto
IndieJesto è il sesto album in studio del rapper italiano Jesto, pubblicato il 20 dicembre 2019.

## Descrizione
L'album rappresenta un netto cambiamento musicale rispetto alle precedenti pubblicazioni dell'artista, che abbandona l'hip hop in favore di sonorità più minimali e caratterizzate unicamente da voce e chitarra.

## Tracce
Testi di Jesto e Alessandro Duca.
1. Vegani domani – 2:23
2. L'amore in bocca – 2:37
3. (S)porca – 2:46
4. Ridere – 2:36
5. Felice – 2:45
6. Stupido – 2:20
7. Netflix – 3:08
8. Astemio – 2:16
9. Estate 19 – 2:38
10. Piove col sole – 3:07
11. Stelle scadenti – 2:58

Tracce bonus in IndieJesto Plus
1. L'amore in bocca (Demo) – 2:37
2. (S)porca (Demo) – 2:46
3. Ridere (Demo) – 2:36
4. Felice (Demo) – 2:45
5. Netflix (Demo) – 3:08
6. Astemio (Demo) – 2:17
7. Piove col sole (Demo) – 3:07
8. Estate 19 (Demo) – 2:38
9. Vegani domani (Instrumental) – 2:25
10. L'amore in bocca (Instrumental) – 2:49
11. (S)porca (Instrumental) – 2:56
12. Ridere (Instrumental) – 2:43
13. Felice (Instrumental) – 2:46
14. Stupido (Instrumental) – 2:33
15. Netflix (Instrumental) – 3:10
16. Astemio (Instrumental) – 2:21
17. Estate 19 (Instrumental) – 2:48
18. Piove col sole (Instrumental) – 3:13
19. Stelle scadenti (Instrumental) – 3:12